# Sistema de resolução de controvérsias da Organização Mundial do Comércio
O sistema de solução de controvérsias da Organização Mundial do Comércio (OMC) foi criado pelos países membros durante a Rodada do Uruguai e é usualmente referido como uma contribuição única da OMC para a estabilidade da economia global.  Esses entendimentos da Rodada do Uruguai, que culminaram, em 1994, no Entendimento sobre Solução de Controvérsias - ESC (Dispute Settlement Understanding - DSU) constante do Anexo 2 do Tratado de Marrakesh, introduziram um modelo mais claro e organizado de solução de controvérsias que o procedimento adotado pelo antigo GATT.
O objetivo central do sistema de solução de controvérsias da OMC é o de prover segurança e previsibilidade ao sistema multilateral de comércio.  Cabe ressaltar, entretanto, que as decisões proferidas não são vinculantes. A eficácia do mecanismo previsto no ESC (DSU) se baseia em três características.
- Abrangência: todos os acordos da OMC estão cobertos pelo mecanismo.

- Automaticidade: deriva da regra do consenso negativo, válida para diversos procedimentos (como o estabelecimento dos Painéis, as decisões dos Órgãos de Apelação, etc.) e garante que o mecanismo somente pode ser interrompido por acordo mútuo das partes em litígio.

- Exequibilidade: uma adaptação do termo em inglês enforcement, e que significa dizer que verificando-se o descumprimento de decisão do Órgão de Solução de Controvérsias, embasada em relatório do Painel ou do Corpo de Apelação, o membro demandante poderá solicitar autorização para retaliar.

As disputas surgem quando um país adota uma medida de política comercial ou faz algo que um ou mais membros da OMC considerem que viole os acordos da própria organização. Somente estão aptos a participar do sistema de disputas os países membros da OMC, seja como parte ou como terceiro interessado. Sendo assim, é inviável que agentes não governamentais sejam partes nas disputas.
O sistema adotado pelo ESC (DSU) não visa estimular a litigiosidade e por isso as soluções mutuamente consentidas pelas partes são preferíveis , desde que não contrariem nenhum acordo firmado entre os membros da OMC. Nesse sentido, existem outras formas de solução de controvérsias que não necessitem de recursos para o Painel e para o Corpo de Apelação. São os bons serviços (good offices), a conciliação e a mediação, que podem ser requeridas a qualquer tempo do processo por alguma parte.  O ESC (DSU) também prevê a possibilidade de arbitragem como forma alternativa de solução de controvérsias. 

## Órgão de Solução de Controvérsias – OSC (Dispute Settlement Body – DSB)
A operação de solução de controvérsias da OMC é complexa e envolve as partes e os terceiros do caso, o Painel do Órgão de Solução de Controvérsias, o Corpo de Apelação (Appellate Body) e o Secretariado da OMC, além de especialistas independentes. 
O Órgão de Solução de Controvérsias (Dispute Settlement Body) deriva diretamente do Conselho Geral, e assim como este é composto por todos os representantes da OMC. Cabe ao OSC (DSB) ser o responsável por todo o processo de solução de controvérsias previsto no ESC (DSU). O OSC (DSB) tem autoridade para estabelecer Painéis (Panels), adotar relatórios do Painel (Panel) e do Corpo de Apelação (Appellate Body), e autorizar a suspensão de obrigações de acordo com os acordos já celebrados. 
A regra geral para a tomada de decisão do OSC (DSB) é por consenso.  Porém, quando o OSC (DSB) estabelece Painéis, aprova relatórios de algum Painel ou Corpo de Apelação, ou autoriza retaliações, só não aprova a decisão caso haja um consenso negativo sobre ela. Isso significa que um membro que deseje bloquear alguma decisão do OSC (DSB) deve persuadir todos os outros membros da OMC (incluindo a parte adversária do caso) para ter sucesso em sua empreitada.

## Procedimento comum de Solução de Controvérsias
O procedimento de solução de controvérsias na OMC é basicamente dividido em quatro fases: consultas, painéis, apelação e implementação.

### Consultas
Este é o primeiro passo que a parte demandante deve tomar e está previsto no art. 4º do Entendimento sobre Solução de Controvérsias. É imprescindível comunicar a outra parte sobre a possibilidade de uma disputa, e a parte demandada deve responder ao pedido em dez dias e as consultas ocorrem em até trinta dias.  Nesta fase, há uma discussão restrita às partes e caso elas não cheguem a um acordo, é possível à parte demandante pleitear o estabelecimento de um Painel ao OSC (DSB) para solucionar a controvérsia.

### Painel (Panel)
O Painel funciona de forma semelhante a um tribunal e é considerado a 1ª instância do OSC (DSB). É normalmente composto por três, e excepcionalmente por cinco especialistas selecionados para o caso.  Isso significa que não há um Painel (Panel) permanente na OMC. Em cada caso as partes devem indicar, de comum acordo, com base em nomes sugeridos pelo Secretariado, os seus componentes.
A parte demandante caso deseje estabelecer um Painel (Panel) deve o requerer por escrito  e apenas o consenso de todos os membros do OSC (DSB) pode impedir o estabelecimento do Painel (Panel).  Também vale ressaltar que as deliberações do Painel (Panel)  devem ser confidenciais. 
Uma vez estabelecido o Painel (Panel), ele tem, após definida sua composição, o prazo de seis meses para apresentar o relatório final. Antes disso, deve se reunir com as partes para fixar os prazos que serão adotados.  Também deve entregar às partes um relatório preliminar, depois da apreciação da petição inicial e da contestação. Este relatório só se transforma em relatório final após ser revisto pelo Painel (Panel), traduzido para os três idiomas oficiais da OMC e adotado pelo Órgão de Solução de Controvérsias – OSC (Dispute Settlement Body - DSB) quando finalmente o público tem acesso ao seu teor.

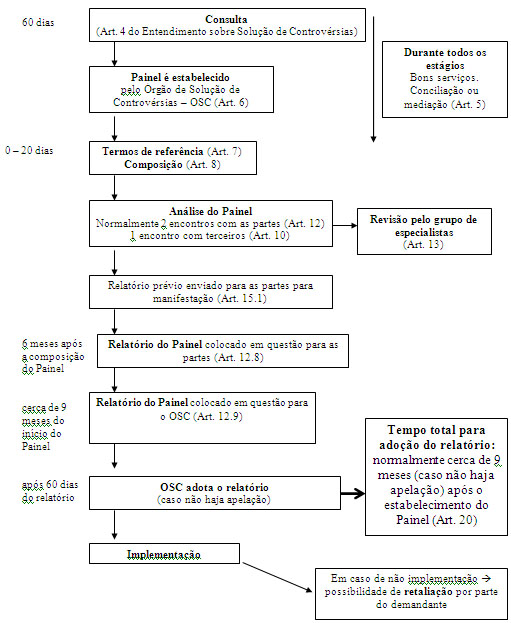

## Corpo de Apelação (Appellate Body)[1]
O corpo de apelação (Appellate Body) deve ser estabelecido pelo Órgão de Solução de Controvérsias – OSC (Dispute Settlement Body – DSB) e tem a função de ouvir apelações das decisões dos painéis. Este corpo é composto por sete membros, dos quais três são escolhidos para analisar um caso individual. A escolha dos membros é feita em um sistema de rotação estabelecido nos procedimentos do corpo de apelação.
Os membros do Corpo de Apelação (Appellate Body) são indicados pelo OSC (DSB) e têm um mandato de quatro anos, sendo possível cada membro ser renomeado apenas uma vez. As vagas são preenchidas de acordo com que surgem e no caso da vaga a qual o membro foi nomeado não estar vaga, este deve esperar até que termine o termo de seu predecessor . Os membros escolhidos devem ser pessoas de reconhecida autoridade, possuir grande experiência em direito, comércio internacional e outras matérias abordadas pela organização. Elas também não devem ser afiliadas a qualquer governo, estando sempre disponíveis a curto chamado e ter ciência das atividades do corpo de solução de controvérsias da OMC. Vale ressaltar que todos os membros não devem participar ou levar em consideração qualquer tipo de disputa que possa criar um conflito de interesses.
O órgão de apelação não é disponível para terceiros interessados, somente aqueles envolvidos na disputa podem apelar sobre a decisão do painel. Aqueles terceiros que tenham notificado o DSB (OSC) do seu substancial interesse podem enviar submissões por escrito podendo adquirir o direito de serem ouvidas pelo Corpo de Apelação (Appellate Body) .
Em geral o processo de apelação não deve levar mais de 60 dias da data em que é feita a notificação pela parte apelante ao Corpo de Apelação (Appellate Body). Caso o Corpo veja que não será possível a tomada de decisão nesse prazo, este deve enviar ao OSC (DSB) seus motivos, por escrito, pelo atraso e o tempo estimado que seja necessário. Em caso nenhum o Corpo pode levar mais de 90 dias .
A apelação deve sempre ser restrita a questões de direito trazida pelo painel em seus documentos e de suas possíveis interpretações desenvolvidas, sendo sempre providenciado ao Corpo de Apelação (Appellate Body) todo o suporte administrativo e legal que for requerido .
Os custos de pessoal do Corpo de Apelação (custos de viagem, pagamento) devem ser cobertos pela OMC de acordo com os critérios adotados pelo Conselheiro Geral, baseado em recomendações do Comitê de Orçamento, Finanças e Administração .

### Procedimentos para o Corpo de Revisão
Os procedimentos de trabalho devem ser descritos pelo Corpo de Apelação em consulta com o presidente do OSC (DSB) e com o Diretor Geral, sendo sempre comunicados aos membros . Esses procedimentos são confidenciais e os relatórios realizados pelo Corpo de Apelação (Appellate Body) são feitos sem a presença das partes que participam da disputa. Todas as opiniões expressadas por indivíduos participantes do Corpo também devem ser confidenciais e anônimas. Por fim, ao Corpo de Apelação (Appellate Body) é concedido o poder de sustentar, alterar ou inverter as decisões proferidas pelo painel.

### Adoção dos Relatórios do Corpo de Apelação
A decisão do Corpo de Apelação (Appellate Body) deve ser aceita pelo OSC (DSB) e incondicionalmente pelas partes da disputa, a não ser que o OSC (DSB) decida por consenso em não aceitar a decisão proferida pelo Corpo, em um prazo de 30 dias, a partir da data de circulação entre as partes da decisão proferida.

## Implementação da Decisão[4]
Após a decisão, aquele país que realizou a conduta incorreta deve imediatamente modificá-la e, caso continue a quebrar o acordo, deve oferecer uma compensação ou sofrer uma penalidade .
Mesmo depois de terminado o caso, existe algo mais a ser feito além das sanções comerciais impostas. 
No caso do país que é alvo das reclamações perder, ele deve seguir as recomendações do painel e do corpo de apelação. Para isso, ele deve demonstrar suas intenções para o OSC (DSB) em 30 dias da data da adoção dos relatórios. Se a obediência das determinações se provar impraticável, será concedido um "tempo razoável" para tal e, caso isso falhe, o país perdedor deverá entrar em negociação com o vencedor para a determinação conjunta de uma forma de compensação.
Se após 20 dias nenhuma medida satisfatória for tomada, o vencedor pode pedir ao OSC (DSB) pela permissão para impor sanções comerciais contra a outra parte. O OSC (DSB) é obrigado a responder a tal pedido em 30 dias após a expiração do período de "tempo razoável" concedido, a não ser que haja um consenso contra tal ato. 
Em princípio, as sanções devem ser impostas ao mesmo setor da disputa, mas caso isso não seja prático ou eficiente, as sanções podem ser impostas em setores diferentes do mesmo acordo. Caso isso também não seja prático e as circunstâncias sejam sérias o suficiente, as ações podem ser tomadas sobre um acordo diferente. O objetivo do OSC (DSB) é minimizar as chances das ações serem tomadas sobre setores que não sejam relacionados com a disputa e, ao mesmo tempo, permitir que a ação seja realmente efetiva.
Tendo em vista a grande assimetria de poder econômico e de mercado consumidor entre os Estados-membro da OMC, assim como o contexto axiológico mais amplo de liberalismo pregado por esta organização e considerações externas de política internacional, o sistema de retaliações baseado no Entendimento sobre Solução de Controvérsias vem enfrentando duras críticas e é alvo de propostas de reforma.

## Exemplo de casos
Para mais informações sobre a Atuação do Brasil na OMC

### Estados Unidos– Gasolina[6]
Ficha técnica
Título em inglês: US — Gasoline ou United States — Standards for Reformulated and Conventional Gasoline ou DS2
Proponente: Venezuela
Demandado: Estados Unidos
Data do recebimento do pedido de consultas: 24 de janeiro de 1995
Data de circulação do relatório do Painel (Panel): 29 de janeiro de 1996
Data de circulação do relatório do órgão de apelação (Appellate Body): 29 de abril de 1996.
Introdução ao caso
O referido caso é de grande relevância tendo em vista que foi a primeira disputa em todas as etapas do procedimento de solução de controvérsias da OMC foram acionadas.
Trata-se de um caso no qual foram feitas queixas por parte da Venezuela, e posteriormente do Brasil, em relação a regulação adotada em 1994 pelo governo norte-americano que tratava da qualidade da gasolina vendida naquele país. Alegava-se que o objetivo de tal regulamentação era o melhorar a qualidade do ar por meio da redução dos níveis de poluição advinda das emissões de gasolina.  É importante que se ressalte que na regulação estabeleceu-se diferentes padrões de qualidade entre a gasolina nacional e aquela importada. 
Dessa maneira, os demandantes alegavam que tais regras injustificadamente conferiam tratamentos diferenciados entre a gasolina produzida nos Estados Unidos e aquela importada de outros países. 
Especificamente, alegaram que o governo norte-americano estaria violando o princípio de tratamento nacional, que estabelece que bens importados, enquanto inseridos no mercado doméstico de um determinado país, não podem receber tratamento menos favorável em relação aos produtos nacionais. Afirmaram, portanto, que a gasolina importada estava sendo submetida a padrões muito mais rigorosos do que a gasolina produzida nos EUA. 
Os EUA, por sua vez, argumentavam que esta discriminação era justificável tendo em vista o artigo XX do GATT. No referido artigo dispõe-se que, atendidas de determinadas condições, países podem adotar medidas que poderiam ser consideradas em desacordo com as regras de livre comércio internacional. Vale ressaltar que uma das condições essenciais para que uma que se possa justificar uma conduta com base no referido artigo é a de que esta não seja um meio de implementação de políticas protecionistas. Os EUA reiteravam, com base nas alíneas "b)", "d)" e "g)" do referido artigo, que a regulação era necessária para  evitar maiores níveis de poluição do ar e garantir saúde à população norte-americana.
O governo venezuelano alegava que o governo norte-americano estava mascarando, com base em justificativas pautadas no artigo XX do GATT, condutas protecionistas. Ou seja, não se estava questionando os padrões de qualidades impostos a gasolina, mas sim a diferença entre os padrões do produto nacional e do importado.
Descrição do caso
Primeira fase – Consultas
Face ao descontentamento em relação a regulação americana que tratava da qualidade da gasolina, o governo venezuelano, em  24 de janeiro de 1995, encaminhou a OMC um pedido de consultas formais com a delegação representante do governo norte-americano em Genebra. Tais consultas foram realizadas em Washington. 
As consultas realizadas entre as delegações norte-americana e venezuelanas não alcançaram resultado positivo.
Enquanto isso, no dia 10 de abril de 1995, com base na mesma justificativa, representantes do governo brasileiro requereram consultas com o governo norte-americano. Consultas essas que foram iniciadas no dia 1 de maio do mesmo ano.
Da mesa maneira que ocorreu com as consultas precedentes, não houve resultado positivo.
Segunda fase – Painel (Panel)
Tendo em vista os resultados negativos advindos das consultas realizadas, o governo venezuelano requereu a instalação de um Painel (Panel) para emitir um posicionamento a respeito da questão. O referido Painel (Panel) fora estabelecido no dia 10 de abril de 1995. Pelos mesmos motivos o governo brasileiro, em 19 de maio de 1995, também requereu a instalação de um Painel (Panel). O Órgão de Solução de Controvérsias da OMC (Dispute Settlement Body), no dia 31 do mesmo mês, decidiu por razões práticas que o mesmo Painel (Panel) deveria tratar das demandas brasileiras e venezuelanas.
A Austrália, o Canadá, a União Europeia e a Noruega optaram por participar dos procedimentos como terceiros interessados. Subsequentemente as duas últimas apresentaram seus argumentos em relação ao caso.
O Painel (Panel) foi constituído por três árbitros independentes eleitos em comum acordo pelas partes envolvidas na disputa. Entre os dias 10 e 12 de julho de 1995, as partes foram ouvidas. O Painel (Panel) concluiu que não poderia terminar sua apreciação no prazo de seis meses, então, em 11 de dezembro de 1995 proferiu um relatório provisório. No dia 3 de janeiro do ano seguinte as partes se reuniram novamente; dias após isso - 29 de janeiro - o relatório final foi posto em circulação.
É importante dizer que no Painel (Panel) entendeu-se não havia justificativa, nem mesmo com base no artigo XX do GATT, para as discriminações estabelecidas entre as gasolinas nacional e importada pela regulação norte-americana.
Terceira fase – Apelação

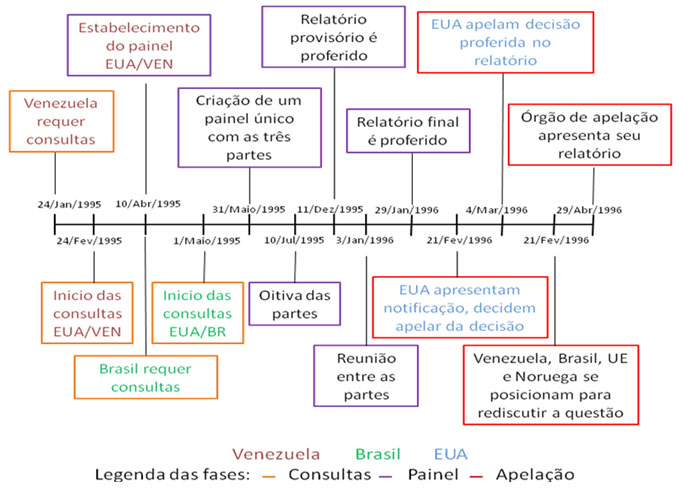

Os Estados Unidos, em 21 de fevereiro de 1996, notificaram sua decisão de apelar da decisão proferida no relatório do Painel (Panel).  No dia 4 de março os EUA enviaram seus argumentos ao Órgão de Apelação (Appellate Body). A argumentação norte-americana era basicamente a mesma. Representantes de Venezuela, Brasil, União Europeia e Noruega enviaram seus argumentos no dia 18 de março. No final desse mês foram realizadas audiências entre as partes. Em 29 de abril de 1996 o Órgão de Apelação (Appellate Body) pôs seu relatório em circulação. Na decisão não houve mudanças significativas.
Quarta fase – Implementação
Não havia mais nenhuma instância recursal. O relatório do Órgão de Apelação (Appellate Body) e a decisão reformada do Painel (Panel) foram adotadas pelo Órgão de Soluções de Controvérsia (Dispute Settlement Body). Passou-se então à fase de implementação. O governo norte-americano teria que alterar sua regulação de modo a adequá-la às resoluções proferidas no procedimento.
Iniciou-se, entre as partes, discussão referente ao prazo que seria conferido para que as medidas de implementação fossem tomadas. Acordado o prazo, os EUA implementaram a mudança em sua regulação em quinze meses. Com isso a disputa teve seu fim.

### Japão– Medidas atinentes a gravadoras[7]
Ficha técnica
Título em inglês: Japan — Measures Concerning Sound Recordings ou DS28
Proponente: Estados Unidos
Demandado: Japão
Data do recebimento do pedido de consultas: 9 de fevereiro de 1996.
Data da notificação da solução acordada: 5 de fevereiro de 1997
Introdução ao caso
Retratar o referido caso é interessante na medida em que é um exemplo de solução em que as partes conseguiram chegar a um acordo. Dessa maneira, não houve necessidade de se valer de todas as etapas oferecidas no procedimento de solução de controvérsias da OMC.
O caso em pauta tratava de questões ligadas a forma de proteção à propriedade intelectual. Esta foi uma das primeiras disputas na OMC que envolvia o tema em questão. O ponto central de disputa era uma lei japonesa que não previa proteção às gravações realizadas antes de 1971.
Os demandantes EUA, e posteriormente a União Europeia, alegavam que a referida lei estava em desacordo com previsões estabelecidas no TRIPS. Demandavam, portanto, que o Japão alterasse sua legislação de maneira a se adequar com as regras internacionais de proteção a propriedade intelectual. 
Descrição do caso
Fase de consultas
Em 9 de fevereiro de 1996 os Estados Unidos requisitaram consultas com representantes do governo japonês. Três meses depois, a União Europeia fez o mesmo. As consultas foram realizadas em Genebra, Suíça. Sendo assim, as partes teriam dois meses para chegar a uma solução. Caso isso não ocorresse poder-se-ia requerer um Painel (Panel) para solucionar a questão.
Transcorridos dois meses, as partes chagaram conclusão que seriam capazes de entrar em um acordo amigável e que, portanto, não haveria necessidade de se entrar em um debate jurídico por meio da realização de um Painel (Panel). Decidiu-se, portanto, estender o prazo das consultas. 
Em dezembro de 1996 o governo japonês ratificou a lei do copy right estendendo a referida proteção para cinquenta anos. Sendo assim, os EUA e a UE se reportaram ao Órgão de Soluções de Controvérsia (Dispute Settlement Body) da OMC afirmado que a disputa estava resolvida.

### Mais casos na Organização Mundial do Comércio
Para conhecer a descrição de mais casos, ver: DS 413